# Allium schoenoprasum
Allium schoenoprasum, conhecido popularmente como cebolinha, cebolinha-francesa ou cebolinho, em Portugal, é uma planta originária da Europa.

## Características

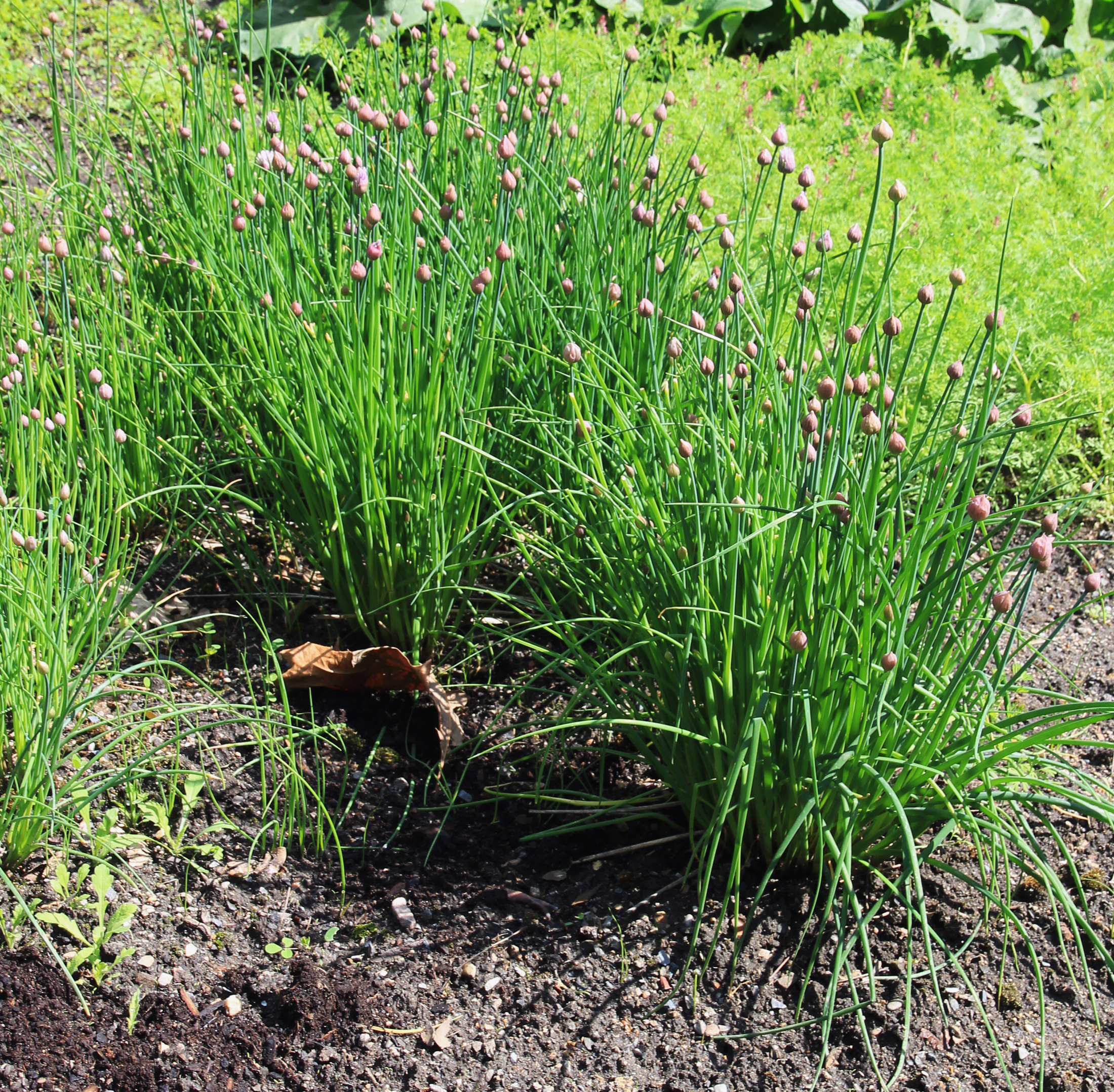
Hábito caraterístico do Allium schoenoprasum.

É uma planta vivaz, que se desenvolve em tufos muito densos. Apresenta folhas verde-escuras, roliças, que atingem no máximo 10 cm de altura. Em junho, cobrem-se de flores rosa-pálido, semelhantes a pompons.[carece de fontes?]

É muitas vezes confundida com o Allium fistulosum, que é uma planta de origem asiática muito utilizada na cozinha do extremo Oriente.

## Plantio

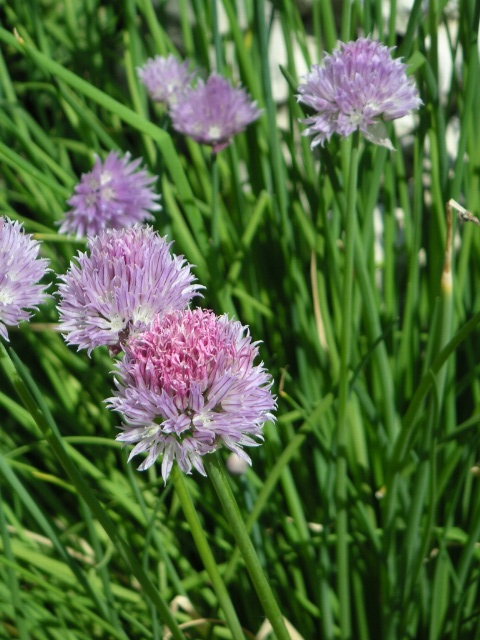
Época da floração.

Recomenda-se dar um espaçamento por metro linear, plantando de 20×10 cm, aplicando entre 0,5 a 0,6  gramas de sementes por metro quadrado. O broto germina no prazo de seis a catorze dias, conforme o local e método de plantio.[carece de fontes?]
O solo deve ter textura média e ser bem drenado, podendo ser plantado o ano todo. Atinge cerca de um metro de altura e pode ser colhida após um prazo médio de três a quatro meses, após a semeadura.[carece de fontes?]
O plantio também poderá ser feito através de plantas adquiridas em mercado. Nesse caso, deve-se remover a touceira e as raízes, deixando as mudas em copos de 200 ml, trocando-se a água uma vez ao dia, por três dias. Posteriormente, deve-se plantá-las em vasos ou jardineiras.
As flores, ao brotarem, devem ser imediatamente retiradas para que as novas folhas possam rebentar.[carece de fontes?]

A cebolinha é indicada para ser cultivada, principalmente, em plantios domésticos.[carece de fontes?]

## Uso

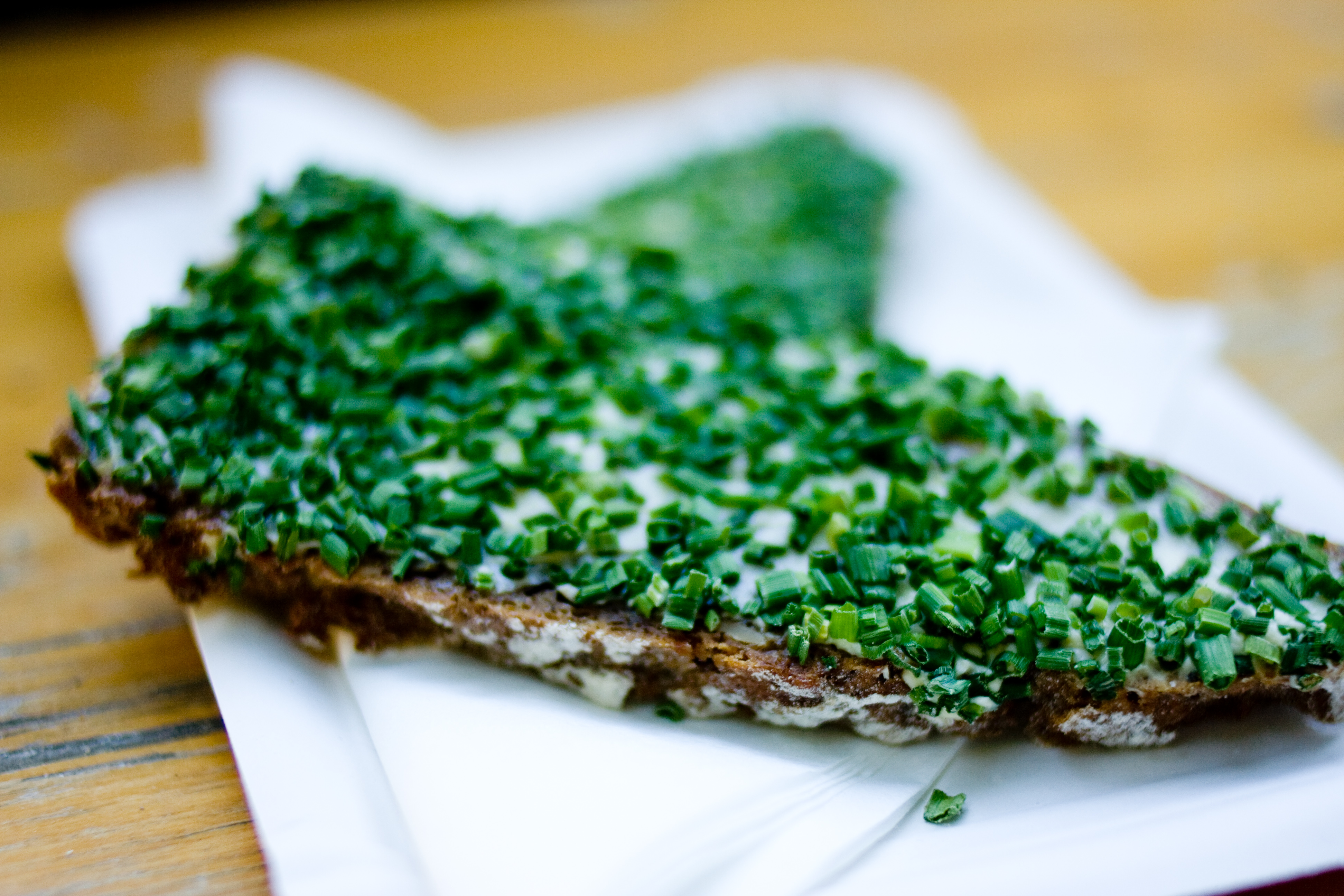
Um Schnittlauchbrot ("pão de cebolinha"), iguaria alemã.

As folhas frescas têm um agradável e suave sabor parecido com o da cebola.[carece de fontes?] Usam-se como condimento, especialmente cruas em saladas, em pastas de queijo fresco e também em pratos de ovos e queijo,[carece de fontes?] sendo muito apreciadas no molho tártaro.
Usam-se também os talos em saladas de verduras e de batatas, omeletes e vários outros pratos com ovos. Podem ainda ser salpicados em sopas, batatas assadas, purê de batata ou servidos crus na decoração de pratos.[carece de fontes?]

No Brasil é uma das plantas mais utilizadas como tempero, e em conjunto com a salsinha forma um condimento conhecido como cheiro-verde.[carece de fontes?]